# 47 Геркулеса
47 Геркулеса (лат. 47 Herculis), k Геркулеса (лат. k Herculis), HD 151956 — одиночная звезда в созвездии Геркулеса на расстоянии приблизительно 193 световых лет (около 59,1 парсек) от Солнца. Видимая звёздная величина звезды — +5,472m. Возраст звезды определён как около 280 млн лет.

## Характеристики
47 Геркулеса — белая Am-звезда спектрального класса A3m, или A4V, или A0. Масса — около 2,2 солнечных, радиус — около 1,963 солнечного, светимость — около 15,15 солнечных. Эффективная температура — около 8475 K.

## Планетная система
В 2019 году учёными, анализирующими данные проектов HIPPARCOS и Gaia, у звезды обнаружена планета.